# Anteromorpha deccanensis
Anteromorpha deccanensis är en stekelart som beskrevs av Sharma 1978. Anteromorpha deccanensis ingår i släktet Anteromorpha och familjen Scelionidae. Inga underarter finns listade i Catalogue of Life.